# Zelenivka, Prîmorsk
Zelenivka (în ucraineană Зеленівка) este localitatea de reședință a comunei Zelenivka din raionul Prîmorsk, regiunea Zaporijjea, Ucraina.

## Demografie
Componența lingvistică a localității Zelenivka
     Rusă (68,05%)
     Bulgară (20,71%)
     Ucraineană (10,95%)
Conform recensământului din 2001, majoritatea populației localității Zelenivka era vorbitoare de rusă (68,05%), existând în minoritate și vorbitori de bulgară (20,71%) și ucraineană (10,95%).